# Togoperla perpicta
Togoperla perpicta är en bäcksländeart som beskrevs av František Klapálek 1921. Togoperla perpicta ingår i släktet Togoperla och familjen jättebäcksländor. Inga underarter finns listade i Catalogue of Life.